# Meh
Meh, auch meh-nesut, englisch auch cubit, war die altägyptische Bezeichnung der altägyptischen Königselle, die ca. 52,4 cm maß. Eine Königselle hatte die Länge von sieben Schesep (Handbreiten). Die Königselle wurde als Maßeinheit unter anderem für die Messung der Nilfluthöhe verwendet. 
Daneben gab es die kleine Elle (meh-scherer), die mit ca. 0,45 Meter sechs Schesep maß. Die kleine Elle beträgt 6/7 Königsellen.